# Cà phê, đợi và yêu
Cà phê, đợi và yêu (tên tiếng Anh: Café. Waiting. Love, tiếng Trung: 等一個人咖啡; bính âm: Děng yīgè rén kāfēi; nghĩa đen 'Cà phê đợi một người') là một bộ phim hài-lãng mạn Đài Loan năm 2014 của đạo diễn Hồng Kim Lâm. Phim được chuyển thể từ tiểu thuyết cùng tên của tác giả Cửu Bả Đao. Bộ phim có sự góp mặt của các diễn viên Tống Vân Hoa, Bố Lỗ Tư, Lại Nhã Nghiên.

## Kịch bản
Lý Tư Huỳnh (Tống Vân Hoa) là sinh viên năm nhất đại học đang làm thêm tại quán cà phê "Đợi một người" đối diện trường. Tại đây, cô gặp gỡ Albus (Lại Nhã Nghiên) - một nhân viên pha chế cà phê chuyên nghiệp, có thể pha chế bất kì loại cà phê nào mà khách hàng yêu cầu, chủ quán cà phê (Châu Huệ Mẫn) - một người thường hay im lặng và sống cô đơn, dùng phần lớn thời gian để ngồi tại một góc trong quán cà phê của mình, và Dương Trạch Vu (Trương Lập Ngang).
Một ngày, A Thác (Bố Lỗ Tư), một đàn anh có tiếng tăm trong trường đại học của Tư Huỳnh, đến quán cà phê cùng những người bạn và chạm mặt Albus - người đồng tính nữ đã cướp đi bạn gái cũ của anh. Vì lí do đó mà A Thác liên tục bị bạn bè đùa giỡn, nhưng Tư Huỳnh, với một trái tim chính nghĩa và thích giúp đỡ, đã giúp anh thoát ra khỏi những tình huống khó xử. Sau một vài lần gặp gỡ khác, cuối cùng họ trở thành bạn của nhau. A Thác là một người sống lạc quan và luôn vui vẻ. Bên cạnh làm thêm ở một quầy hàng ven đường, A Thác còn làm việc cho anh Bảo (Lý La), từng là một đạo diễn nhưng giờ làm đầu bếp tại nhà hàng của mình kiêm giải quyết những bất hoà của giới giang hồ. Tại đó, A Thác quen dì Kim Đao, vợ của anh Bảo (Lam Tâm Mi) và học cách nấu mì cho dì ăn. Chỉ vì một tranh cãi nhỏ, anh Bảo và dì Kim Đao cãi nhau, sau đó dì mở một tiệm giặt ủi và tại đó gặp gỡ Tư Huỳnh lần đầu tiên.
Sau những chuyến đi chơi cùng nhau, Tư Huỳnh và A Thác trở thành bạn thân của nhau. Từ đó, A Thác nảy sinh tình cảm với cô, nhưng cô chỉ xem anh là bạn, là người mà cô luôn có thể thoải mái và cởi mở thổ lộ mọi tâm tư của mình; người mà Tư Huỳnh thực sự thích chính là Trạch Vu - khách hàng thường xuyên của quán. Thời gian sau, A Thác đi du lịch bụi ở nước ngoài. Trong thời gian vắng bóng anh, Tư Huỳnh dần nhận ra A Thác mới chính là người mà cô đã chờ đợi bấy lâu nay...

## Diễn viên
- Tống Vân Hoa trong vai Lý Tư Huỳnh
- Bố Lỗ Tư trong vai A Thác
- Lại Nhã Nghiên trong vai Albus
- Châu Huệ Mẫn trong vai Chủ quán cà phê
  - Katie Chen trong vai Chủ quán cà phê khi còn trẻ
- Trương Lập Ngang trong vai Dương Trạch Vu
  - Hong Yan Xiang trong vai Trạch Vu lúc nhỏ
- Lý La trong vai anh Bảo
- Lam Tâm Mi trong vai dì Kim Đao, vợ anh Bảo
- Yuri Gao trong vai A Châu

### Vai diễn khách mời
- Emerson Tsai trong vai Liao Ying-hung

## Thành tích
Bộ phim thu được 37.1 triệu Tân Đài tệ ở Đài Bắc và 9.3 triệu đô la Hồng Kông ở Hồng Kông.